# قشلاق اوچ قوی حاج حسن شایقی
قشلاق اوچ قوی حاج حسن شایقی یک روستا در ایران است که در استان اردبیل واقع شده‌است. قشلاق اوچ قوی حاج حسن شایقی ۱۱۷ نفر جمعیت دارد.